# Хиджазский диалект арабского языка
Хиджа́зский диалект арабского языка (араб. حجازي‎, [ħe̞d͡ʒaːzi]) — одна из разновидностей арабского языка, на которой говорят в области Хиджаз на территории современной Саудовской Аравии. Количество носителей — 6 млн в Саудовской Аравии и 23 900 в Эритрее. В хиджазском арабском выделяются несколько диалектов: диалект прибрежной Тихамы, северо-хиджазский, южно-хиджазский и диалект долинной Тихамы. Северо-хиджазский состоит из 4 субдиалектов, южно-хиджазский — из 16.
Хиджазский диалект, как и другие диалекты арабского языка, проще и беднее классического арабского языка, но его словарный фонд и отчасти грамматический строй в основном совпадают с таковым в литературном арабском. В прошлом хиджазский диалект стал опорой для становления арабской литературной нормы. Именно хиджазский диалект, особенно речь курайшитов считалась эталоном арабской орфоэпии.